# Bahnhof Łódź Widzew
Łódź Widzew (1903–1942 und 1945–1947: Widzew; 1942–1945: Litzmannstadt Ost, seit 1947 heutiger Name) ist ein Bahnhof in Widzew, einem östlichen Stadtteil der mittelpolnischen Stadt Łódź.

## Geschichte
Der Bahnhof wurde 1903 unter dem Namen Widzew als Station an der schon 1865 in Betrieb gegangenen Strecke Łódź Fabryczna–Koluszki (die weiter nach Warschau geführt wurde) eröffnet, als die abzweigende Strecke nach Łódź Chojny in Betrieb genommen wurde. 1920 wurde der Bau der Strecke nach Kutno begonnen, deren letzter Abschnitt zwischen Widzew und Zgierz 1931 eröffnet wurde. 1941 ging die Strecke von Widzew nach Łódź Olechów in Betrieb.
1954 wurde die Strecke zwischen Łódź Fabryczna und Koluszki elektrifiziert. 1956 folgte die Strecke nach Łódź Olechów, 1958 die nach Łódź Chojny und 1969 die nach Zgierz.
1990 wurde der Reiseverkehr auf der Strecke nach Łódź Olechów eingestellt. Seit 2007 wurde die Strecke nach Koluszki für Geschwindigkeiten von bis zu 160 km/h ausgebaut.

## Gegenwart

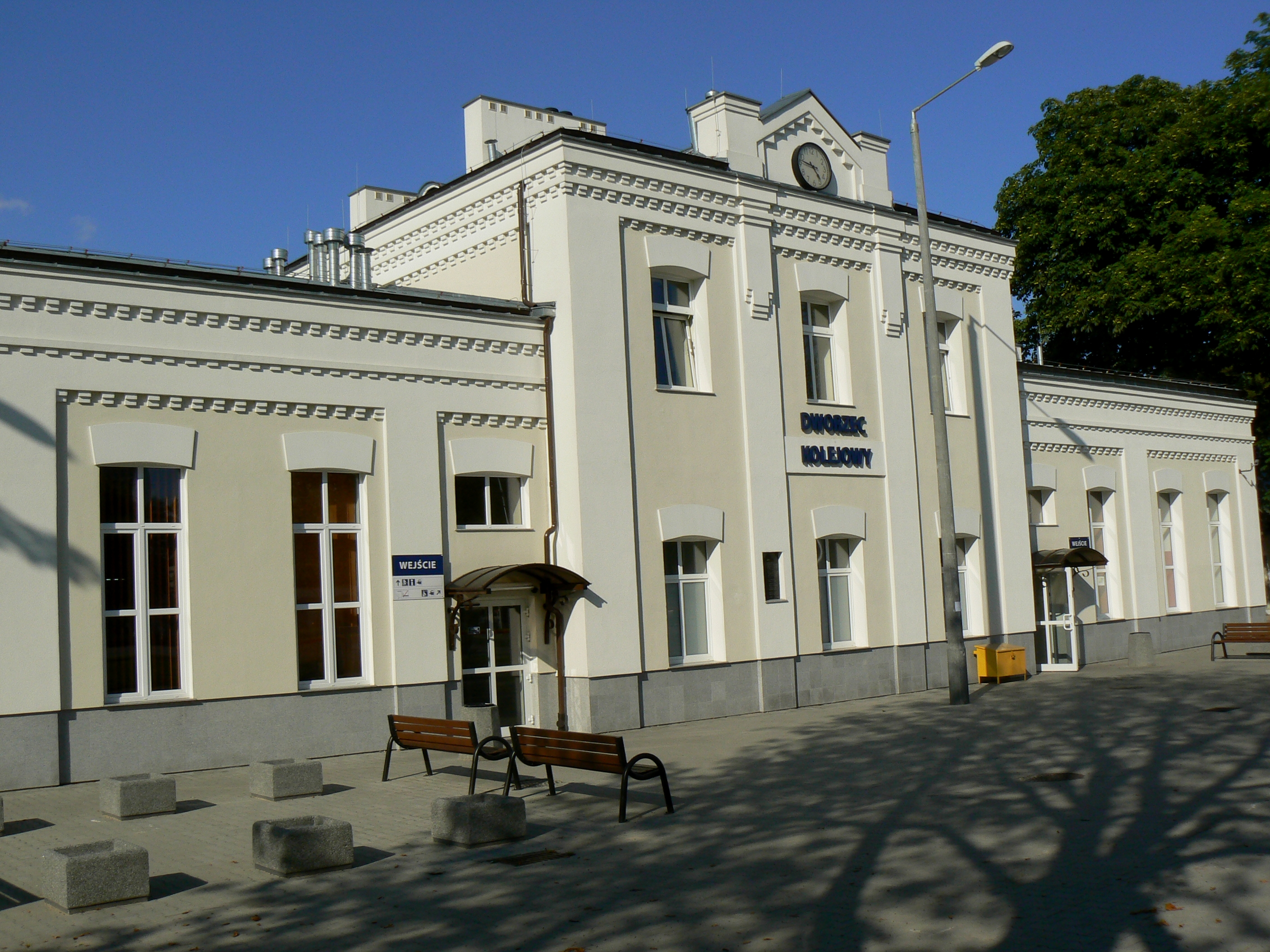
Empfangsgebäude nach dem Umbau

Heute ist Łódź Widzew eine Zwischenstation an der Eisenbahnstrecke Łódź Kaliska–Warschau, von der hier die Strecke nach Kutno und die nach Łódź Fabryczna (dieser Bahnhof wird seit 2011 grundlegend umgebaut) abzweigen. 2010 wurde der Bahnhof grundlegend modernisiert und hat während des Umbaus von Łódź Fabryczna die Aufgaben dieses Bahnhofs weitgehend übernommen. Er ist mit drei Bahnsteigen mit sechs Gleisen ausgestattet und wird von allen passierenden Reisezügen bedient.

## Nachweise
1. 1 2 3  Łódź Widzew. Ogólnopolska Baza Kolejowa, 6. September 2016, abgerufen am 30. November 2016 (polnisch).
2. 1 2 3  Linia Łódź Fabryczna – Koluszki (17). Ogólnopolska Baza Kolejowa, abgerufen am 30. November 2016 (polnisch).
3. 1 2  Linia Łódź Chojny – Łódź Widzew (540). Ogólnopolska Baza Kolejowa, abgerufen am 30. November 2016 (polnisch).
4. 1 2  Linia Łódź Widzew – Kutno (16). Ogólnopolska Baza Kolejowa, abgerufen am 30. November 2016 (polnisch).
5. 1 2 3  Linia Łódź Widzew – Łódź Olechów – Wschód (541). Ogólnopolska Baza Kolejowa, abgerufen am 30. November 2016 (polnisch).
6. 1 2  History of the New Center of Łódź and Kobro Square. EC1 Arttraction [sic!] Railway Journal, archiviert vom Original am 30. November 2016; abgerufen am 29. November 2016 (englisch).